# Слънцето на крадците
„Слънцето на крадците“ (на френски: Le Soleil Des Voyous) е криминален филм от 1967 на режисьора Жан Деланоа с участието на Жан Габен, копродукция на Франция и Италия.

## Сюжет
Внимание:  Текстът по-долу разкрива сюжета на произведението (или части от него)!
Пенсиониран гангстер мечтае да се върне към приключенския живот, който му е вроден и организира голям грабеж. Ударът е успешен, но е предаден от съучастниците му, единият от които плаща с живота си, другият е заловен с чувалите с пари от полицията. Старият гангстер е заловен.

## В ролите
| Изпълнител   | Роля            |
| ------------ | --------------- |
| Жан Габен    | Дени Феран      |
| Робърт Стак  | Джим Бекли      |
| Маргарет Ли  | Бети            |
| Жан Топар    | месю Анри       |
| Валтер Гилер | Морис Лабрус    |
| Жорж Аминел  | комисар Леду    |
| Албер Мишел  | Гастон          |
| Бернар Мусон | месю Гулет      |
| Мино Доро    | Луиджи Савани   |
| Сюзан Флон   | Мари-Жана Феран |